# Kanton Solesmes
Kanton Solesmes (francouzsky Canton de Solesmes) je francouzský kanton v departementu Nord v regionu Nord-Pas-de-Calais. Tvoří ho 17 obcí.

## Obce kantonu
- Beaurain
- Bermerain
- Briastre
- Capelle
- Escarmain
- Haussy
- Montrécourt
- Romeries
- Saint-Martin-sur-Écaillon
- Saint-Python
- Saint-Vaast-en-Cambrésis
- Saulzoir
- Solesmes
- Sommaing
- Vendegies-sur-Écaillon
- Vertain
- Viesly